# ラファエレ・デ・ロサ
ラファエレ・デ・ロサ（Raffaele de Rosa、1987年3月25日 - ）は、イタリア・ナポリ出身のオートバイレーサー。

## 経歴
14歳の時にレースを始める。イタリア、スペインの国内選手権、ロードレースヨーロッパ選手権等に参戦した後、2004年のイギリスGPで、負傷したライダーの代役参戦としてホンダのマシンを駆ってロードレース世界選手権125ccクラスにデビューを果たす。
2005年にはマッテオーニ・レーシングからアプリリアを駆って125ccクラスフル参戦を開始。13ポイントを獲得してデビューシーズンをシリーズランキング23位で終えた。
2006年はマルチメディア・レーシングに移籍。パブロ・ニエトとヴァンサン・ブライヤールをチームメイトに迎えたこのシーズンはシリーズ16位に入った。翌2007年も同チームに残留し、ドミニク・エガーターのチームメイトを務めた。開幕戦カタールGPと第3戦トルコGPで4位に入り、またファステストラップを2回記録するなどの活躍を見せた(シリーズランキングは前年と同じ16位)。
2008年はアンヘル・ニエトJr.率いるオンデ2000チームに移籍し、再びパブロ・ニエトをチームメイトにKTMのマシンを駆ることになった。第6戦イタリアGPでは自身初のポールポジションを獲得するが、シーズンを通して転倒やマシントラブルが多く、シリーズランキングは18位に終わった。
2009年、デ・ロサは250ccクラスにステップアップを果たし、チーム・スコットで青山博一のチームメイトとしてホンダ・RS250RWを駆ることになった。開幕から安定して上位でのフィニッシュを続け、第15戦オーストラリアGPではクラス初のポールポジションから初表彰台となる3位を獲得、最終戦バレンシアGPでも3位を獲得し、前年度125ccクラスチャンピオンのマイク・ディ・メッリオを上回るシリーズランキング6位を記録、見事ルーキー・オブ・ザ・イヤーを獲得した。
2010年は250ccクラスの後継となるMoto2クラスに、テック3チームから高橋裕紀のチームメイトとして参戦した。しかしこのシーズン、デ・ロサは全クラス通して最多となる22度もの転倒を喫してしまい、ポイントを獲得できたレースはわずか4戦、年間ランキングは27位にまで沈んだ。
2011年シーズンはかつてのチームメイトであるパブロ・ニエトが運営するスペインのG22レーシングに移籍、モリワキのシャシーを駆ることとなった。しかし開幕から4戦連続ノーポイントという成績不振と、スポンサー獲得のためにスペイン人ライダーが必要というチームの台所事情から、第5戦カタルニアGPを前にカルメロ・モラレスにシートを奪われてしまった。

## 戦績

### ロードレース世界選手権
| シーズン | クラス | バイク     | 出走 | 優勝 | 表彰台 | PP | ポイント |      |
| -------- | ------ | ---------- | ---- | ---- | ------ | -- | -------- | ---- |
| 2004年   | 125cc  | ホンダ     | 1    | 0    | 0      | 0  | 0        | -    |
| 2005年   | 125cc  | アプリリア | 16   | 0    | 0      | 0  | 13       | 23位 |
| 2006年   | 125cc  | アプリリア | 16   | 0    | 0      | 0  | 37       | 16位 |
| 2007年   | 125cc  | アプリリア | 17   | 0    | 0      | 0  | 56       | 16位 |
| 2008年   | 125cc  | KTM        | 17   | 0    | 0      | 1  | 37       | 18位 |
| 2009年   | 250cc  | ホンダ     | 16   | 0    | 2      | 1  | 122      | 6位  |
| 2010年   | Moto2  | テック3    | 17   | 0    | 0      | 0  | 15       | 27位 |
| 2011年   | Moto2  | モリワキ   | 4    | 0    | 0      | 0  | 0        | -    |
| 合計     |        |            | 104  | 0    | 2      | 2  | 280      |      |

### スーパースポーツ世界選手権
- 凡例
- ボールド体のレースはポールポジション、イタリック体のレースはファステストラップを記録。

| 年     | バイク     | 1       | 2     | 3       | 4       | 5       | 6       | 7       | 8       | 9       | 10     | 11      | 12     | 13      | 14      | 15     | 16      | 17     | 18      | 19    | 20      | 21      | 22      | 23    | 24      | 順位 | ポイント |
| ------ | ---------- | ------- | ----- | ------- | ------- | ------- | ------- | ------- | ------- | ------- | ------ | ------- | ------ | ------- | ------- | ------ | ------- | ------ | ------- | ----- | ------- | ------- | ------- | ----- | ------- | ---- | -------- |
| 2020年 | MVアグスタ | AUS DSQ | SPA 5 | SPA 5   | POR 3   | POR 12  | SPA 4   | SPA 3   | SPA 2   | SPA Ret | SPA 14 | SPA 4   | FRA 4  | FRA Ret | POR Ret | POR 3  |         |        |         |       |         |         |         |       |         | 6位  | 135      |
| 2021年 | カワサキ   | SPA 9   | SPA 2 | POR 6   | POR Ret | ITA Ret | ITA 7   | NED Ret | NED Ret | CZE 12  | CZE 10 | SPA Ret | SPA 9  | FRA 9   | FRA 9   | SPA 3  | SPA 2   | SPA C  | SPA 7   | POR 4 | POR 14  | ARG Ret | ARG Ret | INA 1 | INA 5   | 7位  | 173      |
| 2022年 | ドゥカティ | SPA 16  | SPA 9 | NED 9   | NED 15  | POR 22  | POR Ret | ITA 22  | ITA 10  | GBR 3   | GBR 6  | CZE Ret | CZE 20 | FRA 12  | FRA 14  | SPA 12 | SPA Ret | POR 6  | POR 2   | ARG 2 | ARG Ret | INA 9   | INA 4   | AUS 6 | AUS 6   | 9位  | 147      |
| 2023年 | ドゥカティ | AUS 17  | AUS 7 | INA Ret | INA 7   | NED 9   | NED 9   | SPA 15  | SPA 10  | EMI Ret | EMI 26 | GBR 7   | GBR 9  | ITA 6   | ITA 5   | CZE 4  | CZE 10  | FRA 16 | FRA Ret | SPA 5 | SPA 9   | POR 8   | POR 8   | JER 7 | JER Ret | 10位 | 138      |